# Боголюбове
Боголюбове (до 2021 року — Зарі́чне) — село в Україні, у Тростянецькій міській громаді Охтирського району Сумської області. Населення становить 122 осіб. Колишній орган місцевого самоврядування — Зарічненська сільська рада.
3 березня 2021 року Верховна Рада України прийняла постанову № 5084 про перейменування села Зарічне на Боголюбове.Щороку, влітку в мальовничому с. Боголюбове просто неба на городищі проходить історична реконструкція битви на р. Ворскла 1399 р., коли в запеклому бою зійшлися війська Великого князівства Литовського та Золотої Орди.

## Географія
Село Боголюбове розташоване на правому березі річки Ворскла в місці впадання в неї річки Боромля, нижче за течією на відстані 3,5 км розташоване село Сосонка (Охтирський район), на протилежному березі — село Литовка (Охтирський район). Річка в цьому місці звивиста, утворює лимани, стариці і заболочені озера. Поруч проходить автомобільна дорога Н12.

## Історія
Перші згадки про село Боголюбове датуються 1399 роком. Недалеко від село в серпні 1399 року відбулася історична битва на річці Ворскла між Золотою Ордою і Великим князівством Литовським.
Ця битва увійшла в історію як одна з наймасовіших і найкривавіших битв епохи середньовіччя. Вона перекреслила амбітні плани Вітовта, надовго позбавивши його можливості вести активну політику на Сході. Нищівна поразка в битві послабило також політичну позицію на міжнародній арені. Стало однією з головних причин відновлення Польсько-Литовської унії.

## Символіка

### Герб
Гербом села є закруглений щит, в якому розміщується вилоподібний хрест - символ річки Ворскла і Боромля.  Цей хрест у щиті символізує розташування села в місці впадіння річки Боромля у Ворсклу. 
Щит вписано в фігурний картуш золотого кольору, в нижній частині якого вписано дату першої згадки про село Боголюбове - 1185. Щит увінчаний сільською геральдичною короною з колосками, що вказує на статус.
На передньому плані герба зображено Грифона - кістяна знахідка саме фігури грифона часів ХІ ст, знайденого на території поселення, символізує захист,  панування над двома сферами буття: землею (лев) та повітрям (орел). Поєднання двох найголовніших сонячних тварин вказує на загальний сприятливий характер істоти - грифон уособлює: сонце, силу, пильність, відплату.
Хрест із сяйвом над золотим серцем - символ "Божої любові", що відображає історичну назву села.

### Прапор
Прапор села Боголюбове являє собою квадратне полотнище жовтого кольору, обрамлене по периметру зеленою лінією в центрі якого розташований герб с.Боголюбове. 
Жовтий колір на Прапорі - символ тепла, радощів і поваги. Це - колір золота і стиглого колоса, через які він уособлює сонячне світло, колір Божественної величі та слави. Це - колір сонця і золота, як застиглого сонячного променя. 
Зелений колір уособлює життя, молодість та багатство місцевих лісів.
Перехрещені меч і східна шабля - символ захисту Київської Русі від татар, функцію якого виконувало сотні років поселення на кордоні з Золотою Ордою. Також неподалік укріплення відбулася битва між військами Великого князівства Литовського до якого входила і Київська Русь та Золотою Ордою, що відбулася на правому березі Ворскли неподалік села в 1399 році. Ця битва є найбільшою битвою середньовіччя.

## Населення

### Мова
Розподіл населення за рідною мовою за даними перепису 2001 року:
| Мова       | Кількість | Відсоток |
| ---------- | --------- | -------- |
| українська | 115       | 94.26%   |
| російська  | 7         | 5.74%    |
| Усього     | 122       | 100%     |

## Пам'ятки
- Гетьманський національний природний парк
- Городище «Лосицький острог» — земляні вали, що збереглися до наших днів і за які згадується у стародавніх літописах та у пам'ятці давньоруської літератури — поемі «Слово о полку Ігоревім».

## Цікаві факти
- В селі і досі популярна шпундра – запечена свинина, тушкована з маринованим буряком. До речі, ця страва навіть згадується у «Енеїді» Котляревського.